# Rasa de Torrenteller
La Rasa de Torrenteller és un torrent afluent per la dreta del Cardener que fa el seu curs pel terme municipal de Lladurs tot i que en el seu últim tram fa de frontera amb el terme municipal de Navès.
El topònim prové d'una masia, actualment enrunada, amb aquest nom i situada al sud de la rasa. 42° 5′ 2.174″ N, 1° 33′ 15.59″ E / 42.08393722°N,1.5543306°E. Val a dir, però, que en un mapa del Centre Excursionista de Catalunya de l'any 1922, la masia hi apareix ressenyada amb el topònim Torrent de Lley i la rasa amb el de Barranc de Torrent de Lley.

## Descripció
Neix a 1.277 msnm davant de la façana sud de l'Hostal del Vent. De direcció preponderant cap a les 5 del rellotge, la rasa s'escola per la vall que s'obre entre el Morro de Truja i el Tossal de l'Àliga, al Nord-oest i la Serra Alta i la Serra de Castelló, al sud-oest. Desguassa al Cardener a 641 msnm, 500 metres aigües amunt del Pont de Ferro.
A banda del ja citat Hostal del Vent,a la seva conca únicament queden restes de dues masies: Torrenteller i Castelló, ambdues bastides a la carena de la Serra Alta.

## Termes municipals
Des del seu naixement, la Rasa de Capdevila passa successivament pels següents termes municipals.
|                                        | Longitud (en m.) | % del recorregut |
| -------------------------------------- | ---------------- | ---------------- |
| Per l'interior del municipi de Lladurs | 3.466            | 84,4%            |
| Fent de frontera entre Lladurs i Navès | 641              | 15,6%            |

## Xarxa hidrogràfica

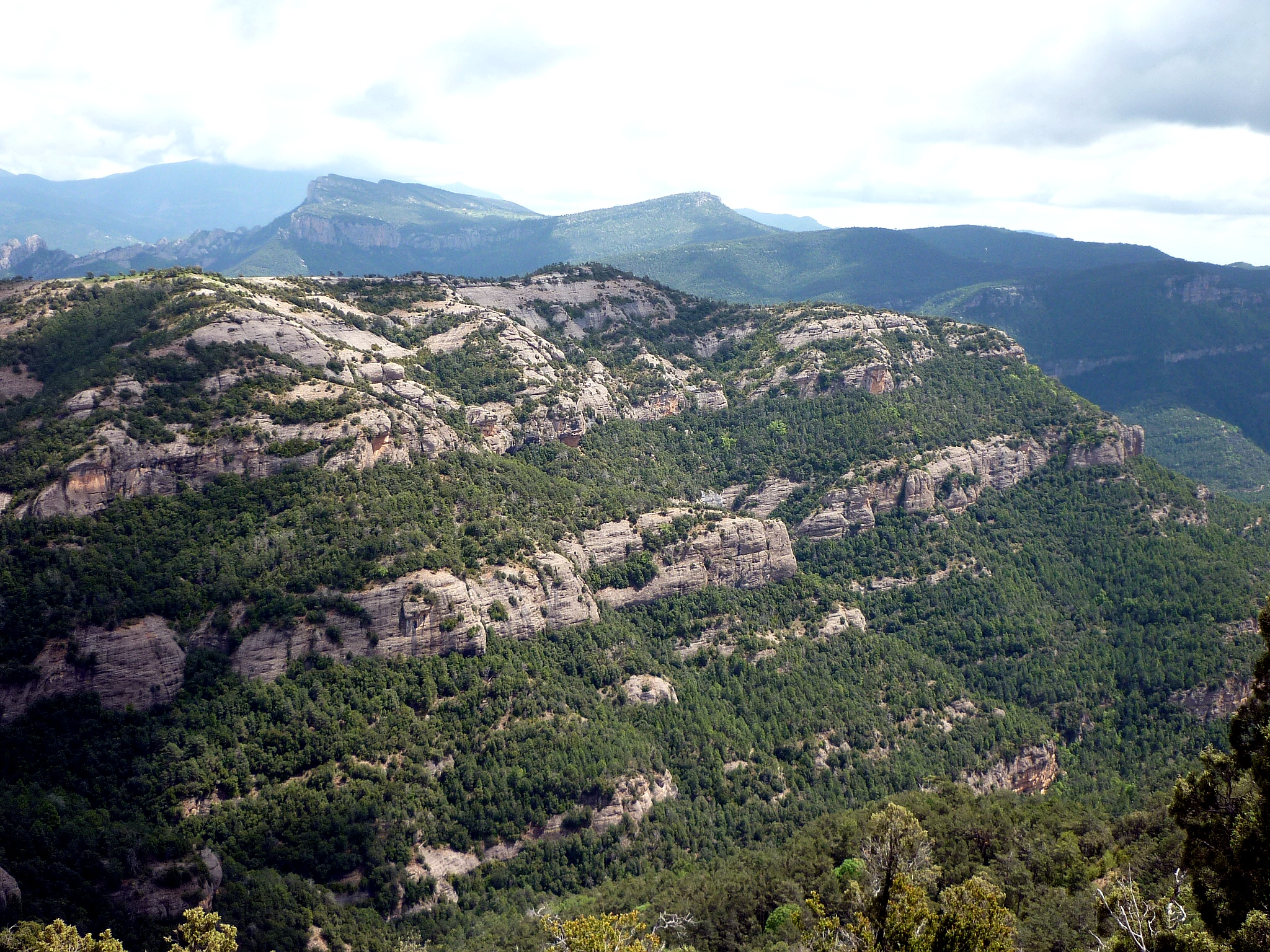
La rasa transcorre pel peu dels cingles

La xarxa hidrogràfica de la Rasa de Torrenteller està integrada per un total de 29 cursos fluvials dels quals 14 són subsidiaris de 1r nivell de subsisiaritat, 10 ho són de 2n nivell i 4 ho són de 3r nivell. La totalitat de la xarxa suma una longitud de 12.386 m.
| Codi del corrent fluvial | Coordenades del seu origen                                    | longitud (en metres) |
| ------------------------ | ------------------------------------------------------------- | -------------------- |
| Rasa de Torrenteller     | 42° 6′ 15.91″ N, 1° 32′ 40.71″ E / 42.1044194°N,1.5446417°E   | 4.107                |
| E1                       | 42° 6′ 12.89″ N, 1° 32′ 40.02″ E / 42.1035806°N,1.5444500°E   | 39                   |
| E2                       | 42° 6′ 6.066″ N, 1° 32′ 32.64″ E / 42.10168500°N,1.5424000°E  | 325                  |
| D1                       | 42° 6′ 5.932″ N, 1° 32′ 57.90″ E / 42.10164778°N,1.5494167°E  | 308                  |
| E3                       | 42° 5′ 58.99″ N, 1° 32′ 28.96″ E / 42.0997194°N,1.5413778°E   | 850                  |
| E3·D1'                   | 42° 5′ 46.93″ N, 1° 32′ 35.52″ E / 42.0963694°N,1.5432000°E   | 178                  |
| E3·D2'                   | 42° 5′ 44.79″ N, 1° 32′ 40.44″ E / 42.0957750°N,1.5445667°E   | 200                  |
| D4                       | 42° 5′ 39.31″ N, 1° 32′ 58.98″ E / 42.0942528°N,1.5497167°E   | 226                  |
| E2                       | 42° 6′ 8.920″ N, 1° 33′ 27.88″ E / 42.10247778°N,1.5577444°E  | 1.077                |
| E2·D1                    | 42° 6′ 8.054″ N, 1° 33′ 22.57″ E / 42.10223722°N,1.5562694°E  | 95                   |
| E2·E1                    | 42° 6′ 0.442″ N, 1° 33′ 25.71″ E / 42.10012278°N,1.5571417°E  | 167                  |
| E2·D2                    | 42° 6′ 9.371″ N, 1° 33′ 7.816″ E / 42.10260306°N,1.55217111°E | 405                  |
| E2·D2·E1                 | 42° 6′ 0.442″ N, 1° 33′ 25.71″ E / 42.10012278°N,1.5571417°E  | 117                  |
| E2·D2·D1                 | 42° 6′ 1.664″ N, 1° 33′ 9.385″ E / 42.10046222°N,1.55260694°E | 94                   |
| E2·D3                    | 42° 5′ 59.17″ N, 1° 33′ 6.427″ E / 42.0997694°N,1.55178528°E  | 190                  |
| E2·E2                    | 42° 5′ 53.23″ N, 1° 33′ 29.01″ E / 42.0981194°N,1.5580583°E   | 400                  |
| E2·E2·E1                 | 42° 5′ 49.04″ N, 1° 33′ 30.32″ E / 42.0969556°N,1.5584222°E   | 204                  |
| D5                       | 42° 5′ 36.10″ N, 1° 33′ 10.23″ E / 42.0933611°N,1.5528417°E   | 120                  |
| D6                       | 42° 5′ 34.63″ N, 1° 33′ 13.85″ E / 42.0929528°N,1.5538472°E   | 53                   |
| D7                       | 42° 5′ 26.56″ N, 1° 33′ 0.427″ E / 42.0907111°N,1.55011861°E  | 586                  |
| E3                       | 42° 5′ 35.69″ N, 1° 33′ 25.40″ E / 42.0932472°N,1.5570556°E   | 171                  |
| E4                       | 42° 5′ 44.12″ N, 1° 33′ 39.32″ E / 42.0955889°N,1.5609222°E   | 724                  |
| E4·D1                    | 42° 5′ 44.60″ N, 1° 33′ 35.02″ E / 42.0957222°N,1.5597278°E   | 87                   |
| E4·E1                    | 42° 5′ 35.07″ N, 1° 33′ 38.36″ E / 42.0930750°N,1.5606556°E   | 92                   |
| E4·E2                    | 42° 5′ 25.67″ N, 1° 33′ 45.06″ E / 42.0904639°N,1.5625167°E   | 387                  |
| E4·E2·D1                 | 42° 5′ 27.98″ N, 1° 33′ 42.14″ E / 42.0911056°N,1.5617056°E   | 158                  |
| D8                       | 42° 5′ 44.12″ N, 1° 33′ 39.32″ E / 42.0955889°N,1.5609222°E   | 564                  |
| D9                       | 42° 5′ 10.18″ N, 1° 33′ 23.05″ E / 42.0861611°N,1.5564028°E   | 615                  |
| D10                      | 42° 5′ 0.634″ N, 1° 33′ 33.63″ E / 42.08350944°N,1.5593417°E  | 296                  |

## Perfil del seu curs

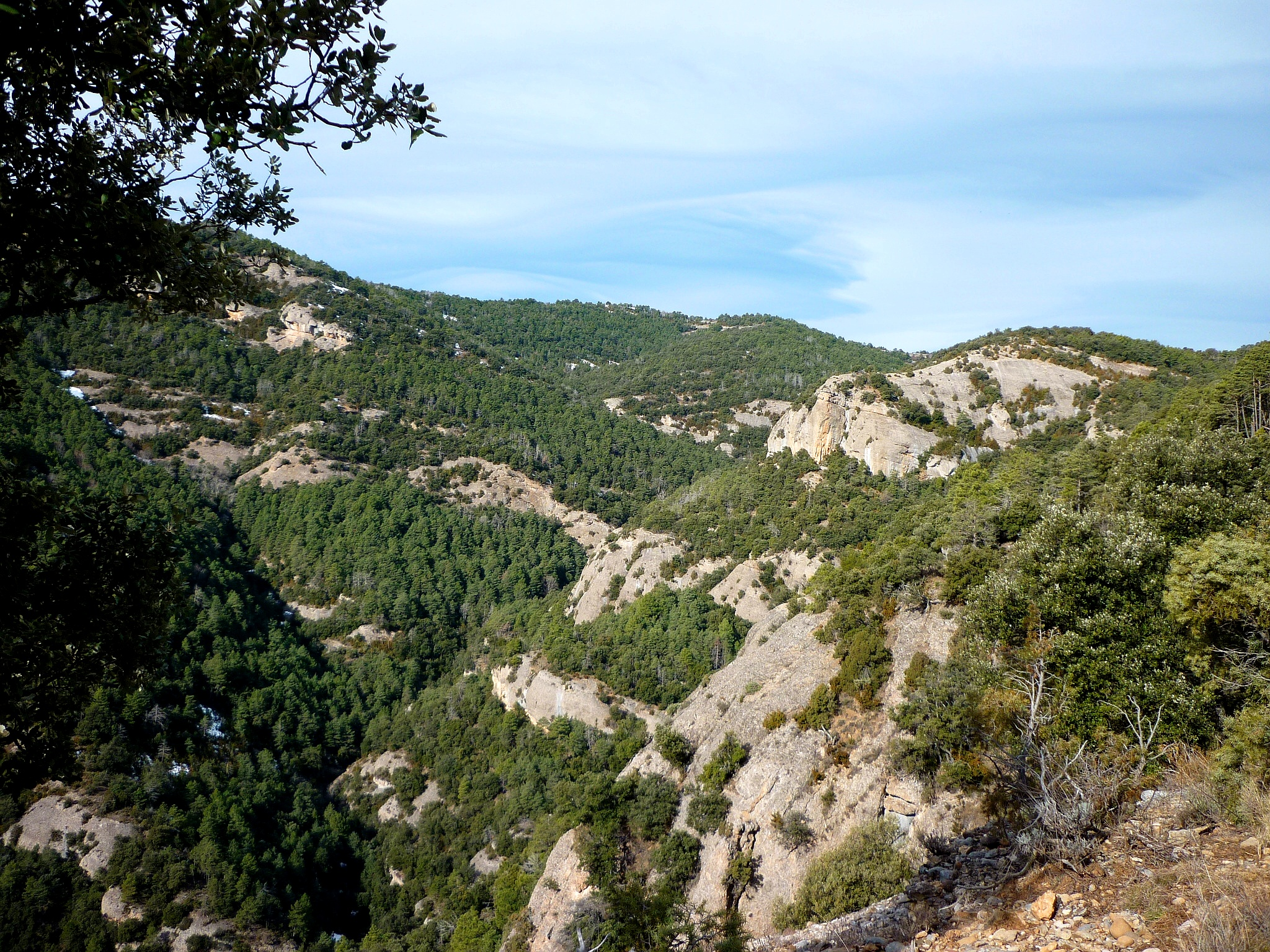
Capçalera de la Rasa de Torrenteller

| Recorregut (en m.) | Altitud (en m.) | Pendent |
| ------------------ | --------------- | ------- |
| 0                  | 1.277           | -       |
| 250                | 1.220           | 22,8%   |
| 500                | 1.171           | 19,6%   |
| 750                | 1.138           | 13,2%   |
| 1.000              | 1.090           | 19,2%   |
| 1.250              | 1.011           | 31,6%   |
| 1.500              | 968             | 17,2%   |
| 1.750              | 939             | 11,6%   |
| 2.000              | 921             | 14,4%   |
| 2.250              | 872             | 19,6%   |
| 2.500              | 825             | 18,8%   |
| 2.750              | 804             | 8,4%    |
| 3.000              | 794             | 4,0%    |
| 3.250              | 755             | 15,6%   |
| 3.500              | 728             | 10,8%   |
| 3.750              | 688             | 16,0%   |
| 4.000              | 657             | 12,9%   |
| 4.107              | 641             | 15,0%   |